# Ниалл мак Конайлл
Ниалл мак Конайлл (др.‑ирл. Niall mac Conaill; умер в 778) — король Лагора (Южной Бреги; 771—778) из рода Сил Аэдо Слане.

## Биография
Ниалл был одним из сыновей правителя Лагора Коналла Гранта. Он принадлежал к Уи Хернайг, одной из двух основных ветвей рода Сил Аэдо Слане. Септ, выходцем из которого был Ниалл, назывался в честь его отца Сил Конайлл Грант. Земли этого септа находились вблизи Калатруима (современного Галтрима).
Ниалл мак Конайлл унаследовал престол Южной Бреги после смерти в 771 году короля Кайрпре мак Фогартайга. В средневековых исторических источниках Ниалл упоминается с титулом «король части Бреги» (др.‑ирл. rí Desceirt Breagh). Так как известно, что его отец был убит в 718 году, то ко времени восшествия на престол новый правитель Лагора был уже довольно пожилым человеком.
Большую часть VIII века престол Лагора принадлежал потомкам скончавшегося в 724 году верховного короля Ирландии Фогартаха мак Нейлла. Не желая смириться с потерей власти над королевством, один из сыновей Фогартаха, Куммасках, в 777 году поднял мятеж против Ниалла мак Конайлла. Войска противников сошлись для сражения около Калатриума. В этом сражении погиб один из вассалов Ниалла, король брегских десси Эхтгус мак Баэт.
В ирландских анналах ничего не сообщается об участии Ниалла мак Конайлла в происходивших во второй половине 770-х годов войнах между королём всей Бреги Конгалахом мак Конайнгом из рода Уи Хонайнг и правителем Миде Доннхада Миди. Вероятно, из-за своего старческого возраста Ниалл в 778 году не участвовал в сражении при Форхаладе, в котором король Конгалах пал со многими своими сторонниками.
Ниалл мак Конайлл скончался вскоре после этого сражения. Его преемником на престоле Лагора стал Маэл Дуйн мак Фергуса. Сыновья Ниалла, Коналл и Диармайт, также как и их отец, были королями Южной Бреги.